# 強姦殺人
強姦殺人（ごうかんさつじん）とは、性的暴行した女性を殺害する犯罪行為。性的殺人とも言う。
口封じ、サイコパス性が関連している。

## 概要
2003年にカナダでサイコパスと性的殺人(強姦殺人)の関連研究のために、実行者38人を対象に調査したところ、非サイコパスは52.6 %、サイコパスでは82.4％が殺害に必要な行為以上の暴力行為を加えていた。研究によって、非サイコパスの強姦犯が通報されないように口封じのために必要最低限の致命行為をするのに対して、サイコパスには「苦しむ様子の観察」自体に悦びを得ることが判明した。研究者らはサイコパスについて、「口封じ以上の過剰な暴力」の特徴があると述べている。
イタリアでは2011年時点で、二人以上の殺人（複数殺人）や強姦殺人の犯人には無期懲役が課される。そして、無期懲役対象となる犯罪には時効が無い。

## 事例・影響
韓国で1986年から1991年に農村地帯で10代から70代までの10名の女性が連続強姦殺害されたものの、「華城連続殺人事件」と呼ばれる未解決事件となっていた。その13年後にあたる2019年に至ってようやく、犯人は1994年に起こした妻の妹への強姦殺人・屍体遺棄で無期懲役を受けている男性だと判明した。
1988年に、日本の埼玉県の路上で女子高生を拉致し、40日間監禁暴行・拷問・強姦を繰り返した後に殺害し、遺体をコンクリート詰めにされて東京湾埋立地に捨てられた事件が起きた（女子高生コンクリート詰め殺人事件）。犯人は全員未成年の少年たちであり、「猥褻・誘拐・略取・監禁・強姦・殺人・死体遺棄・傷害・窃盗」など多数の罪が問われた。日本犯罪史上でも特に残虐なこの事件は少年法改正への契機となった。
アメリカ合衆国で1990年に約50人の女性に拷問と強姦後に殺害していたロバート・ベンジャミン・ローズが逮捕された。地域の名士で社会的に成功を収めたビジネスマンと知られながら、裏で33人の若い男性に性的殺人していたジョン・ウェイン・ゲイシーは「殺人ピエロ」とも呼ばれた。1994年5月9日に死刑が執行された。
2012年に日本語を教えるためルーマニアに渡った女子学生が、首都ブカレストの国際空港（アンリ・コアンダ国際空港）に到着した直後に強姦殺害された。被害者体内から加害者のDNAが発見され、加害者はルーマニア国内でレイプや強盗を繰り返していたことも判明し、別の女性に対する強姦殺害の容疑もかかっている。国際空港周辺は治安も悪いと評判の中で、被害者女性もTwitterで「ルーマニア着いてから一人で深夜電車に3時間乗らなきゃだから、それが最大の不安というか何というか辿り着けたら奇跡だと思う(_)」と困っていた。ルーマニアでは日本における自国の印象への心配の声が上がった。「海外インターンシップ」として、渡航仲介した国際学生団体「NPO法人アイセック・ジャパン」が、海外の夜の空港に女性一人でいる状況にしていたことへの責任問題、事件後も杜撰な対応が批判を呼んだ。
フィリピンで比較的平和とされるダバオ市カリナンのバナナ農園で、建築家の女性の強姦殺人が起きた。これに対して、ロドリゴ・ドゥテルテ前大統領の長男でダバオ市第1地区議員のパオロ・ドゥテルテは、当局が特定成功に貢献した市民に100万ペソの現金報酬を提供すること発表した。
インドでは強姦や強姦殺人、集団強姦が多発しており、社会問題になっている。2012年のバス車内おけるインド集団レイプ事件では運転手を含む犯人6人中四人が死刑が確定した。事件は、インド社会を揺るがしたことで性犯罪は厳罰化となったが、以降も後を絶たない。北部ウッタルプラデシュ州で6人によって、10代姉妹が強姦後に殺害された。被害者姉妹の遺体は木につるされた状態で発見された。2017年には自宅付近で6歳の幼女に対する拷問・強姦殺人が公憤を呼んだ。

## 殺害後強姦（死姦）
1982年から1998年に、最低71人の女性を殺害したゲイリー・リッジウェイの場合は、殺害後に性的暴行を加えていた。
1999年4月14日に山口県光市内の社宅アパートで18歳の未成年男子が不法侵入後に女性と泣き叫ぶ娘の二人を殺害後に、女性を死姦した事件である「光市母子殺害事件」が起きた。犯人の少年と弁護人は「死姦は蘇生行為」と主張した。裁判所は、死姦は性欲のための行為と判決をした。